# 나우루어
나우루어(나우루어: Ekakairũ Naoero 에카카이루 나오에로)는 오스트로네시아어족에 속하는 언어로 나우루의 공용어이다. 사용인구는 약 7000 명으로 전체 인구의 약 절반 정도에 해당한다. 대부분의 화자는 영어를 공동 모어로 쓰고 있다.

## 문자와 발음
|        |        | 양순음 | 치경음 | 연구개음 |
| ------ | ------ | ------ | ------ | -------- |
| 파열음 | 무성음 | p      | t      | k        |
| 파열음 | 유성음 | b      | d      | ɡ        |

## 방언
1937년 시드니에서 발간된 보고서에 따르면 독일의 식민지가 되기 전의 나우루어는 여러 종류의 방언으로 나뉘어 있어 각 지구 간 주민의 의사소통에 불편이 많았다고 한다. 식민화 이후 외국어의 영향과 나우루어의 문어화 등을 통해 이러한 지역차는 점점 없어졌고, 오늘날에는 방언적 차이에 의한 의사소통 불편은 거의 없다. 다만 수도 기능을 하는 야렌에는 약간의 방언이 남아 있을 뿐이다. 독일 태생 미국인 필립 델라포르트가 소형이지만 독일어-나우루어 사전을 만들었는데 총 65쪽 분량으로 여러 말뭉치와 문구 등을 독일어 알파벳 순에 따라 편집했다.